# Kościół Matki Bożej Częstochowskiej w Strzyżnie
Kościół Matki Bożej Częstochowskiej w Strzyżnie – katolicki kościół filialny zlokalizowany we wsi Strzyżno w gminie Stargard, w powiecie stargardzkim (województwo zachodniopomorskie). Jest filią parafii Świętego Krzyża w Stargardzie.

## Historia i architektura
Kościół, murowany z kamienia i cegły, został wzniesiony w XV wieku. Sytuowany na planie prostokąta, jest budowlą salową, pozbawioną wieży. Kryty jest dwuspadowym dachem z blachy. W ścianie wschodniej umieszczono ostrołukowe, uskokowe okno. Jej szczyt zdobiony jest sterczynami oraz sześcioma rozczłonkowanymi blendami ostrołukowymi. Między trzecią i czwartą blendą znajduje się kolista wnęka. Portale wejściowe znajdują się w zachodniej i południowej ścianie nawy. W ścianie południowej zachował się fragment malowidła, przedstawiającego krzyż wpisany w okrąg. Na prawo od niego umieszczona jest piscina. Wewnątrz kościoła, w zamkniętym prostą ścianą prezbiterium, umieszczone jest sakrarium z malowidłem przedstawiającym Chrystusa Boleściwego na wewnętrznej stronie drzwiczek.
Po II wojnie światowej kościół został konsekrowany jako świątynia katolicka w dniu 6 maja 1948 roku.